# 従軍慰安婦・太平洋被害者補償対策委員会
「従軍慰安婦」・太平洋戦争被害者補償対策委員会（じゅうぐんいあんふ・たいへいようせんそうひがいしゃほしょうたいさくいいんかい）（注意、この記事名は、従軍慰安婦・太平洋被害者補償対策委員会、となっているが、出典では団体名は、「従軍慰安婦」・太平洋戦争被害者補償対策委員会、となっている）は、北朝鮮の民間団体である。アジア諸国や国際連合、日本や韓国の市民団体などと組織的な協力を行っている。委員会は1992年に結成され、2000年時点の役員は洪善玉委員長、朴明玉副委員長、黄虎男書記長であった。
2001年8月に、「従軍慰安婦」・太平洋戦争被害者補償対策委員会代表団が、日本での集会に参加しようとしたが、入国拒否された。

## 関連記事
- 朝鮮日本軍性的奴隷及び強制連行被害者補償対策委員会